# Danspärlor
Danspärlor var en serie samlingsalbum med blandade artister ur dansbandsgenren, utgivna på Doremifa, och senare på Scranta Grammofon. Första albumet släpptes 2005, sista 2007.

## Diskografi

### Album
| Titel                            | Utgivning |
| -------------------------------- | --------- |
| Heartband presenterar danspärlor | 2005      |
| Danspärlor 2                     | 2005      |
| Danspärlor 3                     | 2006      |
| Danspärlor 4                     | 2006      |
| Danspärlor 5                     | 2006      |
| Danspärlor 6                     | 2007      |

### Fotnoter
1. ↑  ”Danspärlor”. Svensk mediedatabas. http://smdb.kb.se/catalog/search?q=Dansp%C3%A4rlor+typ%3Afonogram&sort=OLDEST. Läst 22 juni 2015.